# HD 38713
HD 38713，又名BD-16 1244，SAO 150806、HR 2000，是一颗恒星，视星等为6.17，位于銀經220.81，銀緯-21.35，其B1900.0坐标为赤經5h 42m 39.4s，赤緯-16° -21.35′ 28″。